# كوسوكه أوتا (لاعب كرة قدم مواليد 1982)
كوسوكه أوتا (باليابانية: 太田 康介) (مواليد 26 أكتوبر 1982)، هو لاعب كرة قدم ياباني سابق كان يلعب كمدافع.

## وصلات خارجية
- كوسوكه أوتا (1982) على موقع رابطة كرة القدم اليابانية للمحترفين (اليابانية)
- كوسوكه أوتا (1982) على موقع قاعدة بيانات كرة القدم.إي يو (الإنجليزية)
- كوسوكه أوتا (1982) على موقع Soccerway.com (الإنجليزية)
- كوسوكه أوتا (1982) على موقع عالم كرة القدم.نت (الإنجليزية)